# Kernkraftwerk Baschkirien
Das Kernkraftwerk Baschkirien (russisch Башкирская АЭС/Baschkirskaja AES [anhörenⓘ]; Baschkirisches Kernkraftwerk) sollte in der Baschkirischen Autonomen Sozialistischen Sowjetrepublik entstehen, der Bau begann im Jahre 1983 nahe Agidel, wurde jedoch nach dem Zerfall der Sowjetunion eingestellt.

## Geschichte
Gebaut wurde das Kraftwerk an einen kleinen Stausee, der etwa 6 Meter hoch angestaut wurde. Der See war Voraussetzung für das Kraftwerk, da es sonst nicht genehmigungsfähig gewesen wäre. Nahe dem Kraftwerk ist die Arbeiterstadt Agidel gebaut worden. Block 1 wurde ab Januar 1983 gebaut. Im Dezember 1983 wurde dann mit dem Bau des zweiten Blocks begonnen. Die Blöcke 3 und 4 blieben in der Planungsphase. Einige Jahre nach dem Baubeginn gab es Umweltmessungen. Da vermutet wurde, dass bei Hochwasser das Kraftwerk überflutet werden könnte, wurde ein Baustopp verhängt. Nach dem Zerfall der Sowjetunion wurde das Projekt aufgegeben.
Am 25. April 2001 wurde bekanntgegeben, dass der Bau des Kraftwerkes in naher Zukunft wieder aufgenommen werden soll. Auch die Einwohner der Region sind für den Bau eines Kernkraftwerkes. Damit der Bau genehmigungsfähig ist, muss der Stausee von einem Pegel von 62 m auf 68 m angehoben werden. Dabei würden etwa 50.000 Hektar Land verloren gehen.

## Daten der Reaktorblöcke
Das Kernkraftwerk Baschkirien sollte ursprünglich vier Blöcke bekommen, derzeit sind zwei Blöcke geplant:
| Reaktorblock  | Reaktortyp | Netto- leistung | Brutto- leistung | Anfang Projektplanung | Baubeginn | Projekteinstellung (Baustopp) |
| ------------- | ---------- | --------------- | ---------------- | --------------------- | --------- | ----------------------------- |
| Baschkirien-1 | WWER-W510  | 1155 MW         | 1200 MW          | 1982                  |           |                               |
| Baschkirien-2 | WWER-W510  | 1155 MW         | 1200 MW          | 1982                  |           |                               |